# Wereldkampioenschappen baanwielrennen 1964
De wereldkampioenschappen baanwielrennen 1964 werden gehouden van 8 tot en met 13 september 1964 in het Franse Parijs. Er stonden negen onderdelen op het programma, drie voor beroepsrenners, vier voor amateurs en twee voor vrouwen.

## Uitslagen

### Beroepsrenners
| Onderdeel     | Goud              | Goud   | Zilver         | Zilver    | Brons              | Brons                    |
| ------------- | ----------------- | ------ | -------------- | --------- | ------------------ | ------------------------ |
| Sprint        | Antonio Maspes    | Italië | Ron Baensch    | Australië | Jos De Bakker      | België                   |
| Achtervolging | Ferdinand Bracke  | België | Leandro Faggin | Italië    | Ercole Baldini     | Italië                   |
| Stayeren      | Guillermo Timoner | Spanje | Leo Proost     | België    | Karl-Heinz Marsell | Bondsrepubliek Duitsland |

### Amateurs
| Onderdeel            | Goud                                                       | Goud                     | Zilver                                                         | Zilver    | Brons                                                                  | Brons             |
| -------------------- | ---------------------------------------------------------- | ------------------------ | -------------------------------------------------------------- | --------- | ---------------------------------------------------------------------- | ----------------- |
| Sprint               | Pierre Trentin                                             | Frankrijk                | Daniel Morelon                                                 | Frankrijk | Sergio Bianchetto                                                      | Italië            |
| Achtervolging        | Tiemen Groen                                               | Nederland                | Herman Van Loo                                                 | België    | Jiří Daler                                                             | Tsjecho-Slowakije |
| Ploegenachtervolging | Lothar Claesges Karl Link Karl-Heinz Henrichs Ernst Streng | Bondsrepubliek Duitsland | Attilio Benfatto Vincenzo Mantovani Carlo Rancati Franco Testa | Italië    | Arnold Belgardt Leonid Kolumbet Stanislav Moskvin Sergeï Teretschenkov | Sovjet-Unie       |
| Stayeren             | Jaap Oudkerk                                               | Nederland                | Jean Walschaerts                                               | België    | Daniel Salmon                                                          | Frankrijk         |

### Vrouwen
| Onderdeel     | Goud              | Goud        | Zilver           | Zilver              | Brons         | Brons       |
| ------------- | ----------------- | ----------- | ---------------- | ------------------- | ------------- | ----------- |
| Sprint        | Irina Kiritchenko | Sovjet-Unie | Galina Ermolaeva | Sovjet-Unie         | Gisèle Caille | Frankrijk   |
| Achtervolging | Yvonne Reynders   | België      | Beryl Burton     | Verenigd Koninkrijk | Aino Pouronen | Sovjet-Unie |

### Medaillespiegel
| Plaats | Land                     | Goud | Zilver | Brons | Totaal |
| 1      | België                   | 2    | 3      | 1     | 6      |
| 2      | Nederland                | 2    | 0      | 0     | 2      |
| 3      | Italië                   | 1    | 2      | 2     | 5      |
| 4      | Sovjet-Unie              | 1    | 1      | 2     | 4      |
| 4      | Frankrijk                | 1    | 1      | 2     | 4      |
| 6      | Bondsrepubliek Duitsland | 1    | 0      | 1     | 2      |
| 7      | Spanje                   | 1    | 0      | 0     | 1      |
| 8      | Australië                | 0    | 1      | 0     | 1      |
| 8      | Verenigd Koninkrijk      | 0    | 1      | 0     | 1      |
| 10     | Tsjecho-Slowakije        | 0    | 0      | 1     | 1      |
| Totaal | Totaal                   | 9    | 9      | 9     | 27     |